# باول فورمان
باول فورمان (بالإنجليزية: Paul Forman)‏ هو مؤرخ أمريكي، ولد في 1937.